# Jack Drury
Pour les articles homonymes, voir Drury.
Jack Drury (né le 3 février 2000 à New York aux États-Unis) est un joueur professionnel américain de hockey sur glace. Il évolue au poste d'attaquant. il est le fils du joueur Ted Drury et le neveu de Chris Drury.

## Biographie

### Carrière en club
Drury commence sa carrière junior avec les Black Hawks de Waterloo dans l'USHL en 2016-2017. Il est choisi au deuxième tour, en 42e position par les Hurricanes de la Caroline lors du repêchage d'entrée dans la LNH 2018. De 2018 à 2020, il poursuit un cursus universitaire à l'Université d'Harvard. Il évolue deux saisons avec le Crimson d'Harvard dans le championnat NCAA. En 2020, il passe professionnel avec les Växjö Lakers HC dans la SHL. Drury inscrit le but décisif permettant à Växjö de remporter le Trophée Le Mat 2021. 
En 2022, il remporte la Coupe Calder avec les Wolves de Chicago. Le 16 décembre 2021, il joue son premier match dans la Ligue nationale de hockey avec les Hurricanes de la Caroline face aux Red Wings de Détroit et marque son premier but.
Drury est impliqué dans une transaction majeure à trois équipes le 24 janvier 2025. Les Hurricanes l’échangent à l’Avalanche du Colorado en compagnie de Martin Nečas, d’un choix de 2e tour en 2025 et d’un choix de 4e tour en 2026. Mikko Rantanen prend le chemin inverse mais les Blackhawks de Chicago retiendront 50% de son salaire. Ensuite, les Blackhawks envoient Taylor Hall et l’espoir Nils Juntorp aux Hurricanes et ceux-ci renvoient un choix de 3e tour à Chicago.

### Carrière internationale
Il représente les États-Unis au niveau international. Il prend part aux sélections jeunes.

## Statistiques

### En club
| Saison     | Équipe                    | Ligue      |     | Saison régulière | Saison régulière | Saison régulière | Saison régulière | Saison régulière |   | Séries éliminatoires | Séries éliminatoires | Séries éliminatoires | Séries éliminatoires | Séries éliminatoires |
| Saison     | Équipe                    | Ligue      | PJ  | B                | A                | Pts              | Pun              | PJ               | B | A                    | Pts                  | Pun                  |                      |                      |
| 2016-2017  | Black Hawks de Waterloo   | USHL       | 44  | 4                | 8                | 12               | 59               | 8                | 0 | 0                    | 0                    | 6                    |                      |                      |
| 2017-2018  | Black Hawks de Waterloo   | USHL       | 56  | 24               | 41               | 65               | 83               | 8                | 3 | 2                    | 5                    | 4                    |                      |                      |
| 2018-2019  | Crimson d'Harvard         | ECAC       | 32  | 9                | 15               | 24               | 14               | -                | - | -                    | -                    | -                    |                      |                      |
| 2019-2020  | Crimson d'Harvard         | ECAC       | 28  | 20               | 19               | 39               | 16               | -                | - | -                    | -                    | -                    |                      |                      |
| 2020-2021  | Växjö Lakers HC           | SHL        | 41  | 10               | 20               | 30               | 18               | 14               | 5 | 6                    | 11                   | 4                    |                      |                      |
| 2021-2022  | Wolves de Chicago         | LAH        | 68  | 20               | 32               | 52               | 61               | 18               | 9 | 15                   | 24                   | 10                   |                      |                      |
| 2021-2022  | Hurricanes de la Caroline | LNH        | 2   | 2                | 0                | 2                | 2                | -                | - | -                    | -                    | -                    |                      |                      |
| 2022-2023  | Wolves de Chicago         | LAH        | 37  | 11               | 13               | 24               | 23               | -                | - | -                    | -                    | -                    |                      |                      |
| 2022-2023  | Hurricanes de la Caroline | LNH        | 38  | 2                | 6                | 8                | 14               | 13               | 0 | 3                    | 3                    | 10                   |                      |                      |
| 2023-2024  | Hurricanes de la Caroline | LNH        | 74  | 8                | 19               | 27               | 33               | 11               | 1 | 4                    | 5                    | 2                    |                      |                      |
| Totaux LNH | Totaux LNH                | Totaux LNH | 114 | 12               | 25               | 37               | 49               | 24               | 1 | 7                    | 8                    | 12                   |                      |                      |

### En équipe nationale
| Année | Équipe            | Compétition                 |   | PJ | B | A | Pts | Pun | +/-                |  | Résultat |
| 2019  | États-Unis junior | Championnat du monde junior | 7 | 0  | 0 | 0 | 0   | -1  | Médaille d'argent  |  |          |
| 2020  | États-Unis junior | Championnat du monde junior | 5 | 1  | 1 | 2 | 4   | 0   | Sixième place      |  |          |
| 2021  | États-Unis        | Championnat du monde        | 9 | 2  | 0 | 2 | 0   | 2   | Médaille de bronze |  |          |